# UFC Fight Night: Lewis vs. Abdurakhimov
UFC Fight Night: Lewis vs. Abdurakhimov（ユーエフシー・ファイトナイト：ルイス・バーサス・アブドゥラヒモフ、別名UFC Fight Night 102）は、アメリカ合衆国の総合格闘技団体「UFC」の大会の一つ。2016年12月9日、ニューヨーク州オールバニのタイムズ・ユニオン・センターで開催された。

## 大会概要
本大会ではデリック・ルイスとシャミル・アブドゥラヒモフによるヘビー級戦が組まれた。
RFAミドル級王者ジェラルド・マーシャート、RFAウェルター級王者ブライアン・カモージー、キャリア8戦全勝のサパルベク・サファロフ、7戦全勝のシェーン・ブルゴスがUFCデビュー。

## 試合結果

### プレリミナリーカード
第1試合 女子ストロー級 5分3R
○  ジュリアナ・リマ vs.  JJ・アルドリッチ ×
3R終了 判定3-0（30-27、30-27、30-27）
第2試合 ミドル級 5分3R
○  ライアン・ジェーンズ vs.  キース・ベリシュ ×
3R終了 判定3-0（29-28、29-28、29-28）
第3試合 ライト級 5分3R
○  マルク・ディアケイジー vs.  フランキー・ペレス ×
3R終了 判定3-0（29-28、29-28、29-28）
第4試合 フェザー級 5分3R
○  シェーン・ブルゴス vs.  チアゴ・トラトール ×
3R終了 判定3-0（30-26、29-28、29-27）
第5試合 ミドル級 5分3R
○  アンドリュー・サンチェス vs.  トレバー・スミス ×
3R終了 判定3-0（30-27、30-27、30-27）
第6試合 ミドル級 5分3R
○  ジェラルド・マーシャート vs.  ジョー・ジリオッティ ×
1R 4:12 アナコンダチョーク
第7試合 ウェルター級 5分3R
○  ランディ・ブラウン vs.  ブライアン・カモージー ×
2R 1:25 TKO（膝蹴り→パウンド）
第8試合 52.8kg契約 5分3R
○  ジャスティン・キッシュ vs.  アシュリー・ヨーダー ×
3R終了 判定3-0（29-28、29-28、29-28）
※キッシュの体重超過によりストロー級から変更。

### メインカード
第9試合 ライトヘビー級 5分3R
○  ジアン・ヴィランテ vs.  サパルベク・サファロフ ×
2R 2:54 TKO（スタンドパンチ連打）
第10試合 ライトヘビー級 5分3R
○  コーリー・アンダーソン vs.  ショーン・オコンネル ×
2R 2:36 TKO（マウントパンチ）
第11試合 ヘビー級 5分3R
○  フランシス・ガヌー vs.  アンソニー・ハミルトン ×
1R 1:57 キムラロック
第12試合 ヘビー級 5分5R
○  デリック・ルイス vs.  シャミル・アブドゥラヒモフ ×
4R 3:42 TKO（マウントパンチ）

### 各賞
ファイト・オブ・ザ・ナイト： ジアン・ヴィランテ vs. サパルベク・サファロフ
パフォーマンス・オブ・ザ・ナイト： フランシス・ガヌー、ジェラルド・マーシャート
各選手にはボーナスとして5万ドルが授与された。

### カード変更
負傷などによるカードの変更は以下の通り。